# Radical 41
Le radical 41 (寸), qui signifie le pouce en anatomie ou le pouce en la mesure physique, est un des 31 des 214 radicaux chinois répertoriés dans le dictionnaire de Kangxi composés de trois traits.
Le caractère Unicode de 寸 est 5BF8.

## Caractères avec le radical 41
| nombre de traits          | caractères  |
| ------------------------- | ----------- |
| Sans trait supplémentaire | 寸          |
| 2 traits supplémentaires  | 对          |
| 3 traits supplémentaires  | 寺 寻 导    |
| 4 traits supplémentaires  | 寽 対 寿    |
| 5 traits supplémentaires  | 尀          |
| 6 traits supplémentaires  | 封 専       |
| 7 traits supplémentaires  | 尃 射 尅 将 |
| 8 traits supplémentaires  | 將 專 尉    |
| 9 traits supplémentaires  | 尊 尋 尌    |
| 11 traits supplémentaires | 對          |
| 13 traits supplémentaires | 導          |